# 조경 선생 묘
조경 선생 묘는 대한민국 경기도 포천시 신북면 만세교리 산1-1에 있는 조선후기 문신 조경의 묘이다. 1994년 5월 2일 포천시의 향토유적 제42호로 지정되었다.

## 개요
조경 선생은 포천에서 출생하고 살았으며 자는 일장, 호는 용주이다. 광해군 4년(1612)에 문과에 급제하여 정언, 교리, 이조정랑 등을 지낸 뒤 1636년 병자호란때 사간으로 척화를 주장했고, 이듬해 집의로서 일본에 청병하여 청나라 군대를 격퇴하고자 상소하였다. 그뒤 형조참의, 대제학, 형조판서, 예조판서, 이조판서를 역임하면서 이도를 쇄신하고 관리 등용에 공정을 기해 명망을 얻었으며 1658년 기로소에 들어갔다. 
조경 선생의 묘 봉분은 남향으로 조성되었으며 하부에 호석을 둘렀다. 묘비 앞으로 상석과 향로석이 마련되었으며, 근래에 조성한 장명등과 망주석이 있다.

## 출토 유물
조경(趙璥)의 분묘에서 출토된 본(本) 유의(遺衣)들은 묘주(墓主)의 생몰 연대가 임진왜란 전후인 바 전반적으로 조선 전기와 후기의 과도기적 형태를 잘 보여주고 있다. 특히 그러한 양상은 액주름포의 주름 형태 및 전삼(展衫)의 존재, 조선왕조실록(朝鮮王朝實錄) 및 경국대전(經國大典) 상에 대사헌(大司憲)이 착용하는 것으로 나와 있는 해치 흉배가 한성부(漢城府) 판윤(判尹)을 지낸 조경(趙璥)의 묘(墓)에서 출토된 사실 등에서 두드러지게 나타나고 있는데, 이는 전 시기와 동 시기 기타 분묘의 출토(出土) 유의(遺衣)에서 나타나는 특징과는 약간 다른 모습이다.
단령(團領)과 답호의 무에 있어서 뒤돌림의 안자락 상단이 겉자락보다 짧으며 그 짧은만큼의 분량을 소매 겨드랑이 밑에 붙인 것도 매우 특이한 점이다. 복건(幅巾)은 머리를 포함하여 어깨 위 상체까지를 덮는 기능을 갖춘 것인데 다른 분묘 출토 유물과 달리 매우 크다는 점에서 특이한 예에 속한다고 볼 수 있다.
특히 현재까지 발굴된 분묘 유의(遺衣) 중 처음으로 출토된 해치흉배(獬豸胸背)는 얇은 옷감에 금사(金絲) 등으로 매우 정교한 수를 놓아 완성한 것으로서 보존상태도 매우 좋아 문화재적 가치가 매우 높다. 지금까지 발견된 조선 전기(임진왜란 이전)의 유물과 비교할 때 본 유물들은 전반적으로 옷의 질감이 곱고, 바느질이 정교하며, 마름법도 독특하다.

## 같이 보기
- 조경
- 조경묘 출토 유의 일괄 - 서울역사박물관 소장, 서울특별시 민속문화재 제31호